# MC Kekel
Keldson William da Silva (São Paulo, 10 de julho de 1995) mais conhecido pelo nome artístico Kekel, é um cantor brasileiro de funk paulista.

## Carreira
Nascido no bairro de Guaianases, no extremo leste da cidade de São Paulo, Kekel ingressou como cantor de funk paulista em 2012. Kekel ficou conhecido nacionalmente em 2016 com o lançamento da canção "Quer Andar de Meiota?", em referência à moto Yamaha XT 660, acumulando mais de 15 milhões de acessos no videoclipe oficial produzido pelo Perera DJ. No final do ano, Kekel lançou outros dois videoclipes, desta vez com o produtor KondZilla, que receberam aclamação nacional e foram considerados pela mídia como um dos hits do verão: "Partiu" e "Namorar pra que?".
Kekel lançou uma paródia da canção "Partiu" em homenagem ao título do Campeonato Brasileiro de Futebol de 2016 da equipe do Palmeiras, entoando no refrão: "Fui, partiu! O enéa é do Palestra". O jogador Moisés cantou os versos da canção em uma entrevista ao Esporte Interativo. Na semana seguinte, em decorrência do acidente do Voo 2933 da LaMia, Kekel homenageou a Chapecoense com a canção "Homenagem à Chapecoense", bem-recebida pela mídia.
Em novembro de 2018, assinou contrato com a gravadora Som Livre. Em 27 de junho de 2020, nasceu a segunda filha do cantor, Heloisa, fruto do relacionamento com a nutricionista e esposa Sabrina Lacerda, sendo que já eram pais de Helena, nascida em 2018.

## Discografia

### Álbuns
Kekel (2016)

### Músicas
- "Meiota" (2016)
- "Piranha (2016)
- "Partiu" (2016)
- "Meu momô" (2016)
- "Baile da DZ7" (2016)
- "Namorar pra que?" (2016)
- "Sensacional" (2016)
- Acordei Meio Sem Jeito
- "Quem Mandou Tu Terminar?" (2017)
- "Bigodar" (2017)
- "Agrada O Papai" (2017) (part. Bin Laden)
- "Solteiro até Morrer" (2017)
- "Mandella É Meu Nome" (2017)
- "Amor de Verdade" (2018) (part. Rita) #72
- "Batom" (2018) (part. Ludmilla)
- "Oh Bebê" (2018 (part. Kevinho)
- "Paguei Pra Ver" (2018) (Buchecha)
- "Vingança" (2018) (part. Luan Santana)
- "Solteiro Nunca Está Só" (part. Dani Russo)

## Prêmios e indicações
| Ano  | Prêmio            | Categoria         | Resultado | Ref.   |
| ---- | ----------------- | ----------------- | --------- | ------ |
| 2017 | Meus Prêmios Nick | Revelação musical | Indicado  | [ 10 ] |